# Limonium estevei
Limonium estevei (siempreviva de Mojácar) es una planta perenne, pluricaule y glabra, de la familia de las plumbagináceas, endemismo exclusivo de la provincia de Almería, localizado en la base de la Sierra de Cabrera, entre Mojácar y Carboneras. En peligro crítico según la UICN, es una especie protegida por la Comunidad Autónoma de Andalucía.

## Morfología
De no más de 90 centímetros de envergadura, presenta una cepa leñosa de tallos ascendentes y foliosos en toda su longitud. Hojas de color verde azulado, de forma oblanceolada-espatulada, de borde ondulado y finamente rizado, de 30 a 80 x 10 a 30 milímetros. De los tallos surge normalmente un escapo floral (es raro que produzcan más) de 15 a 70 centímetros de longitud, con ramas arqueadas con las pequeñas panículas con flores en espigas. Las flores son hermafroditas, actinomorfas, pentámeras, de 6 a 7 milímetros de diámetro; cáliz tubular, membranáceo, con 5 dientes, de unos 5 mm; corola formada por pétalos escotados de color rosa o violáceo, de unos 9 x 2 mm; ovario súpero. Fruto en forma de cápsula, monospermo, en el interior del cáliz.

## Vida y reproducción
Es un caméfito. Florece entre junio y septiembre, planta hermafrodita de polinización entomófila. Fructifica desde agosto a octubre. Las semillas maduras caen solas y son dispersadas por el viento. La madurez sexual se alcanza a partir del segundo año aunque el índice de fertilidad es bajo (un 20 % como máximo). Sin embargo las semillas germinan con cierta facilidad.

## Hábitat
Crece en márgenes de ramblas, taludes, sobre suelos salinos, de origen sedimentario o volcánico, o sobre esquistos grafitosos, orientación este donde recibe la influencia marina del Levante Almeriense, de 0 a 100 m s. n. m.
Comparte este hábitat con otras plantas características como Teucrium lanigerum, Salsola genistoides, Helianthemum almeriense, Lygeum spartum, Frankenia corymbosa, Launaea arborescens, Limonium insigne o Limonium cossonianum.

## Endemia
Se conoce una única población repartida en varios núcleos fragmentados, endemismo exclusivo de la provincia de Almería, localizado en la base de la Sierra de Cabrera, entre Carboneras, Mojácar y Garrucha. Amenazado al declarase algunos terrenos urbanizables, está protegida por la legislación de la Comunidad Autónoma de Andalucía. En los años 2003 y 2004 se realizaron pruebas de traslado de partes de esta población para tratar de preservarla de la amenaza del urbanismo costero.

## Taxonomía
Limonium estevei fue descrita por Francisco Javier Fernández Casas y publicado en Cuad. Ci. Biol. (Granada) 1: 23 (1971)
Etimología
Limonium: nombre genérico que procede del griego leimon, que significa "pradera húmeda", aludiendo al hábitat de muchas de las especies del género.
estevei: epíteto otorgado en honor del botánico español Fernando Esteve Chueca.

## Enlaces ecologistas críticos
- Salvemos Macenas
- Salvemos Mojácar
- Asociación de Amigos del parque natural de Cabo de Gata-Níjar El Eco del Parque nº 46 – Invierno 2008

- Datos: Q5976556
- Multimedia: Limonium estevei / Q5976556